# 金載瑋
金 載瑋（キム・ジェウィ、朝鮮語: 김재위、1921年8月23日 - 2009年2月25日）は、大韓民国の実業家、政治家、民主化運動家。第4・6代韓国国会議員、大韓石油協会会長などを歴任した。
本貫は慶州金氏。円仏教の信者。

## 経歴
日本統治時代の慶尚南道山清郡出身。 光州西中学校（現・光州第一高等学校）、延禧専門学校（現・延世大学校）商科卒。朝鮮殖産銀行勤務を経て、大韓オリンピック委員会監事、大韓体育会理事、忠清南道文化係長、文教部体育課長、ヘルシンキオリンピックスポーツ研究調査委員、国際スポーツ会議韓国代表、大韓石油協会会長、第一企業会長、興国海運会社社長、東亜建設会長、興国商事社長、全国経済人連合会理事・監事、南漢江開発社長を歴任した。政界では1958年の第4代総選挙では自由党の候補として山清郡選挙区から当選したほか、1965年の韓日会談批准波乱で金度演が議員を辞職した後、その後継者として自由民主党所属の第6代国会議員となり、その後は民衆党中央常任委員を務めた。また、1974年に維新体制を批判したため、緊急措置4号違反として懲役10年を宣告されたなど、投獄を2回も経験した。2003年に民主化補償審議委員会により民主化運動家として認定された。他は大韓民国憲政会委員、民主化闘争政治犯同志会常任顧問を歴任した。
2009年2月25日、老衰により死去。享年89。